# 野々原幹
野々原 幹（ののはら みき）は日本の男性イラストレーター。主にパソコン用アダルト美少女ゲームの原画、キャラクターデザインを担当。

## 担当作品

### ゲーム原画

#### PiAS
- 裸唇 ～RASHIN～（1998年1月30日）
- ひいらぎ荘 ～同じ屋根の下で～（1999年1月22日）
- ぎゃるふろ ～Gal's Frontier～（1999年5月28日）

#### RUNE
- Fifth ～フィフス～（1999年10月22日）
  - Fifth ～TWIN～（2000年8月25日）
  - Fifth Aile（2004年11月12日）
  - Fifth ～Eternal Collection Box～（2006年4月28日）
- ゆきのかなた（2000年3月17日）
- ぴヨナ＝ピコナ（2001年2月23日）
- リトルモニカ物語（2001年9月21日）
- ベルせんせいのトゥルトゥルBOX（2001年12月21日）
- えっちのこばこ(R)（2002年7月19日）
- 初恋（2002年10月25日）
- Ricotte ～アルペンブルの歌姫～（2003年9月26日）
- 思春期（2005年9月29日）
- 雪のち、ふるるっ! 〜ところにより、恋もよう〜（2006年12月22日）
- 娘姉妹（runeソフト最終作。2007年12月14日、ブランドはRUNE Team TwinTail）

#### たぬきそふと
- 姪少女（2008年12月12日）
- 微少女（2009年12月18日）
- 少交女（2010年12月17日）
- めばえ（2011年12月16日）
- 隣りのぷ～さん（2012年12月21日）
- 少女教育（2014年2月28日）[1]
- 小女ラムネ（2015年7月31日）
- お兄ちゃん大好き！（2017年7月28日）

#### かえるそふと
- ネムれる園の少女たち（2018年12月21日）
- 現実が見えてきたので少女を愛するのを辞めました。（2020年7月31日）

### 画集
- RUNE公式 野々原幹アートワークス（イーグルパブリシング刊、2001年11月発行、ISBN 9784901191418）

### イラスト
- ネクロノミコン異聞（イカロス出版刊、2011年7月発行、ISBN 9784863204805）